# نيكست كار جيم
نيكست كار جيم (بالإنجليزية: Next Car Game)‏ ، هي لعبة إلكترونية من نوع سباق السيارات والتصادم بين المركبات، وتعمل نظام التشغيل الحالي هي ويندوز، إلا أن شركات الموزعة لم تتفق حتى الآن إصدار اللعبة.

## خيارات اللعبة
إن هذه اللعبة هي سباق السيارات الكلاسيكية والتي تعود لفترة السبيعات من القرن العشرين، فظهرت خياران، فالأولى التي تصدم بعضها البعض لغرض الوصول لخط النهاية، والثانية هي خيار الاصطدام بالسيارات، فجميع السيارات حينما تتعطل بسبب أثار التصادم سيخسر اللاعب، وفي حال تمكن اصطدام عدد من السيارات الرياضية الكلاسيكية سيفوز في المنافسة.

## تغيير الاسم
تم تغيير اسم اللعبة إلى ريكفيست.